# Чечхон
Чечхон (кор.  제천시 ,  堤 川 市, Jecheon-si) — місто в провінції Північний Чхунчхон, Південна Корея.

## Географія
Розташований у центрі Корейського півострова, лежить на річці Хан.

### Клімат
Місто знаходиться у зоні, котра характеризується вологим континентальним кліматом зі спекотним літом. Найтепліший місяць — серпень із середньою температурою 23.9 °C (75 °F). Найхолодніший місяць — січень, із середньою температурою -5 °С (23 °F).
| Клімат Чечхона          | Клімат Чечхона | Клімат Чечхона | Клімат Чечхона | Клімат Чечхона | Клімат Чечхона | Клімат Чечхона | Клімат Чечхона | Клімат Чечхона | Клімат Чечхона | Клімат Чечхона | Клімат Чечхона | Клімат Чечхона | Клімат Чечхона |
| Показник                | Січ.           | Лют.           | Бер.           | Квіт.          | Трав.          | Черв.          | Лип.           | Серп.          | Вер.           | Жовт.          | Лист.          | Груд.          | Рік            |
| Середній максимум, °C   | 0              | 3              | 9              | 17             | 23             | 26             | 28             | 29             | 24             | 19             | 10             | 3              | 15             |
| Середня температура, °C | −5             | −2             | 3              | 10             | 16             | 20             | 23             | 24             | 18             | 11             | 4              | −2             | 10             |
| Середній мінімум, °C    | −11            | −8             | −2             | 3              | 9              | 15             | 19             | 19             | 13             | 4              | −1             | −7             | 4              |
| Норма опадів, мм        | 26             | 32             | 54             | 91             | 97             | 147            | 332            | 248            | 145            | 45             | 42             | 31             | 1291           |
| ----------------------- | -------------- | -------------- | -------------- | -------------- | -------------- | -------------- | -------------- | -------------- | -------------- | -------------- | -------------- | -------------- | -------------- |
| Джерело: Weatherbase    |                |                |                |                |                |                |                |                |                |                |                |                |                |